# 梁佳植
梁佳植（？年—？年），號南有，江西袁州府宜春县人。明朝末年政治人物。

## 生平
崇祯三年（1630年）庚午科江西乡试舉人，四年（1631年）联捷辛未科进士。通政司观政，授浙江余姚县知县，七年丁忧去职，十年起补福建建安县知县，十一年升礼部主客司主事，十三年升儀制司员外，升祠祭司郎中。官至广西提学参议。